# Coprinus velox
Coprinus velox är en svampart som beskrevs av Godey 1878. Coprinus velox ingår i släktet Coprinus och familjen Agaricaceae.   Inga underarter finns listade i Catalogue of Life.